# Théodore Ruyssen
Théodore Ruyssen (né le 11 août 1868 à Chinon - mort le 5 mai 1967 à Grenoble) est un philosophe et militant pacifiste français.

## Biographie
Après des études au lycée Henri-IV, Ruyssen intègre l'École normale supérieure de la rue d'Ulm en 1889, et devient agrégé de philosophie ; il enseigne à La Rochelle puis à Limoges, et Bordeaux. Docteur ès lettres en 1904, il est nommé maitre de conférences de l'histoire de la philosophie à la faculté d'Aix-en-Provence de 1904 à 1921 puis professeur d'histoire de la philosophie à la faculté de Dijon, puis, à la Faculté de Bordeaux (1921-1939) et, enfin, professeur de morale et de sociologie à la faculté de Grenoble. Il a également enseigné à l'Université libre de Bruxelles et à l'Académie de droit international de La Haye.
Avec son ami Jules Prudhommeaux, il fonde en 1887, dans l'esprit de École de Nîmes, l'Association de la Paix par le Droit dont il sera le président de 1897 à 1948. Théodore Ruyssen a milité pour la Société des Nations et pour la paix. En 1913, il tient une série de conférences en Alsace prônant l'autonomie de la province alors allemande.

## Œuvres
- Kant, Paris, Félix Alcan, 1900.

- Prix Montyon 1901 de l’Académie française
- L'Évolution psychologique du jugement, Paris, 1904.
- La Philosophie de la paix, 1904.
- Schopenhauer, Paris, 1911 (réédition : Paris, L'Harmattan, 2004).
- The principle of nationality, 1916.
- La Guerre du droit, Paris, 1920.
- Les Minorités nationales d'Europe et la guerre mondiale, Paris, PUF, 1923.
- L'Évolution de l'idée de la collaboration internationale, Paris, 1936.
- Les caractères sociologiques de la communauté humaine, 1939.
- Les tendances internationales dans l'enseignement, 1939.
- La Société internationale, Paris, PUF, 1950.
- Itinéraire spirituel, Paris, Les Écrivains associés, 1960.

- Prix Paul-Teissonnière 1961 de l’Académie française